# 単相3線式

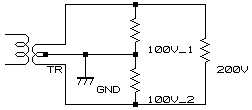
単相3線式配電線

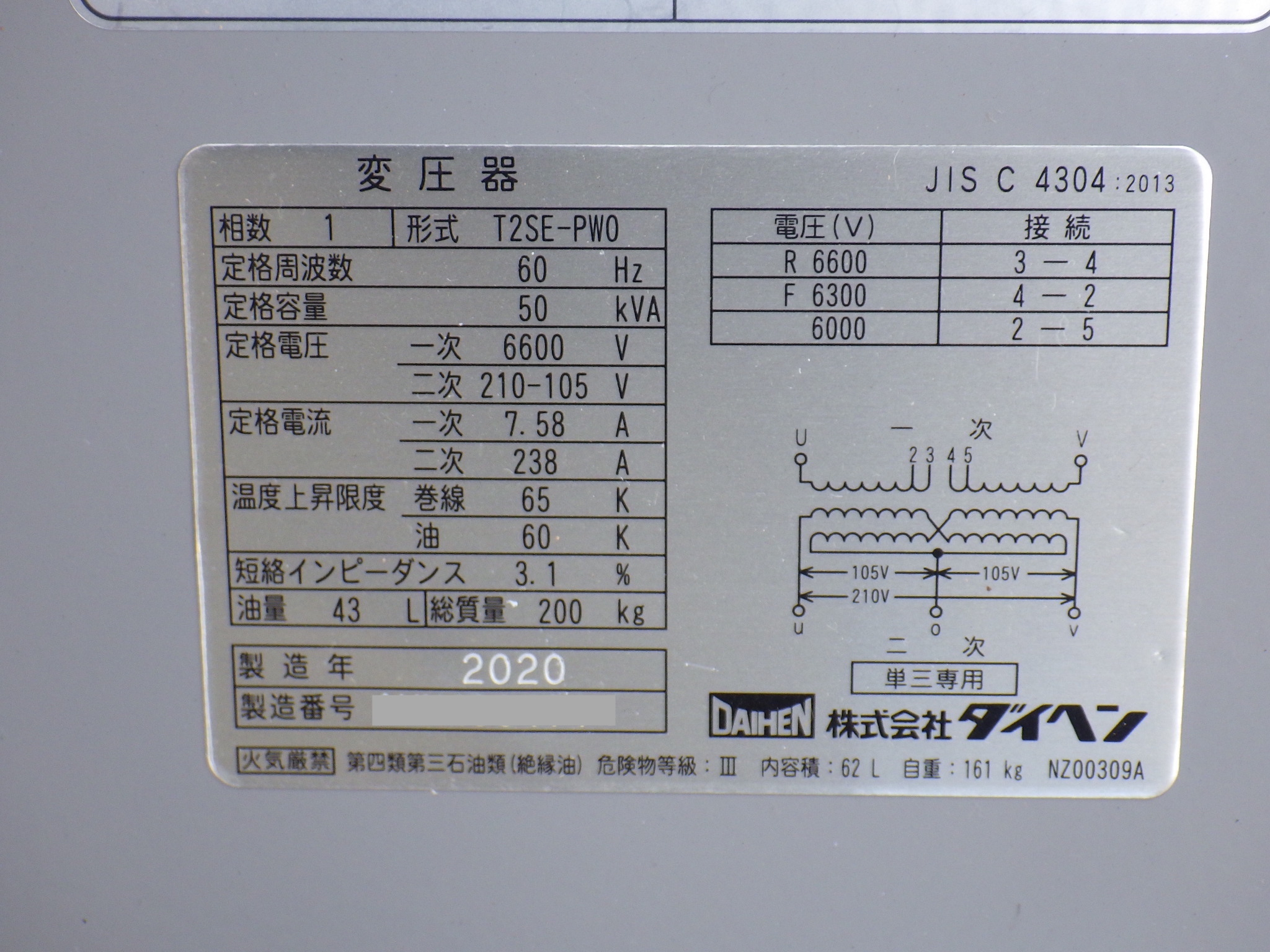

一般的な家庭用100Vコンセント（JIS C 8303 2極コンセント 15A 125V）平行型

200Vエアコン設置箇所等に用いられるコンセント（JIS C 8303 2極接地極付コンセント 20A 250V）エルバー型

単相3線式（たんそうさんせんしき）とは、「単三」「単3」とも略称され、単相交流電力を3本の電線・ケーブルを用いて供給する低圧配電方式。

## 概要
交流電源であり、電圧線2本と接地側線（接地線ではない）1本の3線をつないだ方式である。
発電所で作られた電気は変電所から変電所へと送られる間により低い電圧へと変圧された後、最終的には末端の変圧器である柱上変圧器や地上機器トランス（パッドマウント変圧器）で一般家庭向けの電圧に変圧される。本来の変圧比は6600/210Vであって、変圧器の二次側（需要家側）巻線の４つを直列接続してあり、その巻線両端電極のL1（赤）、L2（黒）から電線を引き出すと単相200Vを取り出せる構造である。更にその巻線中央部から電線を引き出せるようにし、それをN（中性線：電線被覆色は白)とすることで、L1ーN間、NーL2間から半分の電圧である100Vをそれぞれ取り出す事できる。元々200VであるL1ーL2を分割したL1ーNから取り出した100V（第1相）と、NーL2から取り出した100V（第2相）とは同相である。なぜなら電圧の定義として低い方（相回転の遅い方）の電位を基準とし、高い方（相回転の速い方）との電位差をプラスとして考える事が適宜されているからである。当然逆位相であればL1-L2であるため(100V)-(100V)=0Vであり、200Vは取り出す事ができない。
日本の一般家庭の配電方式ではこの単相3線式が多く採用されるようになっている。なお、電気設備技術基準の解釈第162条第2項では、例外を除き住宅の屋内電路での対地電圧を150V以下とすることが決められている（同第272条に基づきIEC 60364によって施工する場合はこの限りではない）。単相3線式で得られる実効値の最大105V最低95Vの対地電圧はこれを満たしている。
日本の家庭用の200V機器の例としては、高出力のルームエアコン・電気コンロ利用の衣類乾燥機・床暖房・電磁調理器・電気温水器などが挙げられる。一部のホテルの宴会場などでは照明や音響用電源として4線（RSTN）で100Vを供給する「単相4線式」が利用されている。
アメリカ合衆国でも一般需要家に対しては単相3線式（120V/240V）が一般的である（一部の家庭用需要家では単相2線式（120V）も採用されている）。アメリカ合衆国で使われている240V機器としては、電気レンジ、電気乾燥機、スタックタイプ洗濯・乾燥機、ビルドイン型電子レンジ、電気温水器、セントラルエアコン及びウィンドウエアコンの一部などがある。ニューヨークのマンハッタンのような高負荷密度地区では1次電圧13.8kV、2次電圧120/208V（Y結線）が採用されている。

## 保守

### 中性線欠相
前述したように、単相三線式配線では100Vと200Vという異なる電圧を取り出すことができるのであるが、もし何らかの原因で中性線が断線（欠相）した場合、中性線の電圧が固定されなくなるため、第1相に接続された100V機器のすべてと、第2相に接続された100V機器のすべてが中性線を介して直列に接続されたものに対して200Vの電圧がかかることになる。もし100V負荷が両電圧線に不均一に接続されている状態で中性線が欠相すると、軽負荷側の電圧線と中性線間の電圧が上昇し、100V機器に200V近い電圧がかかって焼損する恐れがある。
実際、日本国内の消費生活センターに単相3線式分電盤に関する相談が2002年2月から2008年2月までに58件あり、また、火災又は怪我人が出る事故はないものの、「家電製品から白い煙が出て壊れた」との事故報告もあり、国民生活センターでは注意を呼びかけている。これを回避するため、次の1 - 3の対策が行われる。
1. できるだけ100V負荷を両電圧線に均一に接続する（実際には、常時使うのでなければ均一にはできない）。
2. 100V負荷をすべて同一の相に接続する（片寄せ配線、不平衡負荷の制限の例外）。
  - 中性線ともう一方の相を接続するものが何もないため、中性線欠相時は機器に電気が供給されない。ただし系統全体からみた電力の利用効率は落ちる。
3. 中性相はヒューズを入れず銅バーで直結する。また、タイマー連動などで電磁接触器を用いる場合は中性相は接点を通さないで直送りする。

日本の内線規程（JEAC8001－2011）では単相3線式電路には中性線欠相保護機能付漏電遮断器を使用するよう記載がある。

### 柱上接地とアース
日本では変圧器の故障により一次側と二次側が混触した場合に需要家設備に高電圧がかかることを防ぐ目的で柱上接地が行われているが、単相三線式配線では中性線を接地している。
ただし日本では中性線 (N; Neutral) と保護接地 (PE; Protective Earth) を共用しPEN導体とするTN方式ではなく、中性線と保護接地が別々の基準電位点に接続されるTT接地方式を採用している点（詳細は接地#中性線と保護接地導体の関係を参照）、特に第1相と第2相の各100V負荷が平衡でない場合は不均衡分の電流が中性線に流れるため、中性線をアースの代わりにすることはできないし、変圧器の故障による高電圧からの保護を目的とした柱上接地と、機器の漏電による筐体への電圧の印加からの保護を目的とした保護接地とでは目的や保護対象が異なるため、柱上接地されているから保護接地が不要であることにもならない。
アメリカ合衆国ではコンセントは接地極付きが標準となっており、安全対策は主として機器接地で行われている。

### 電力線通信への制限

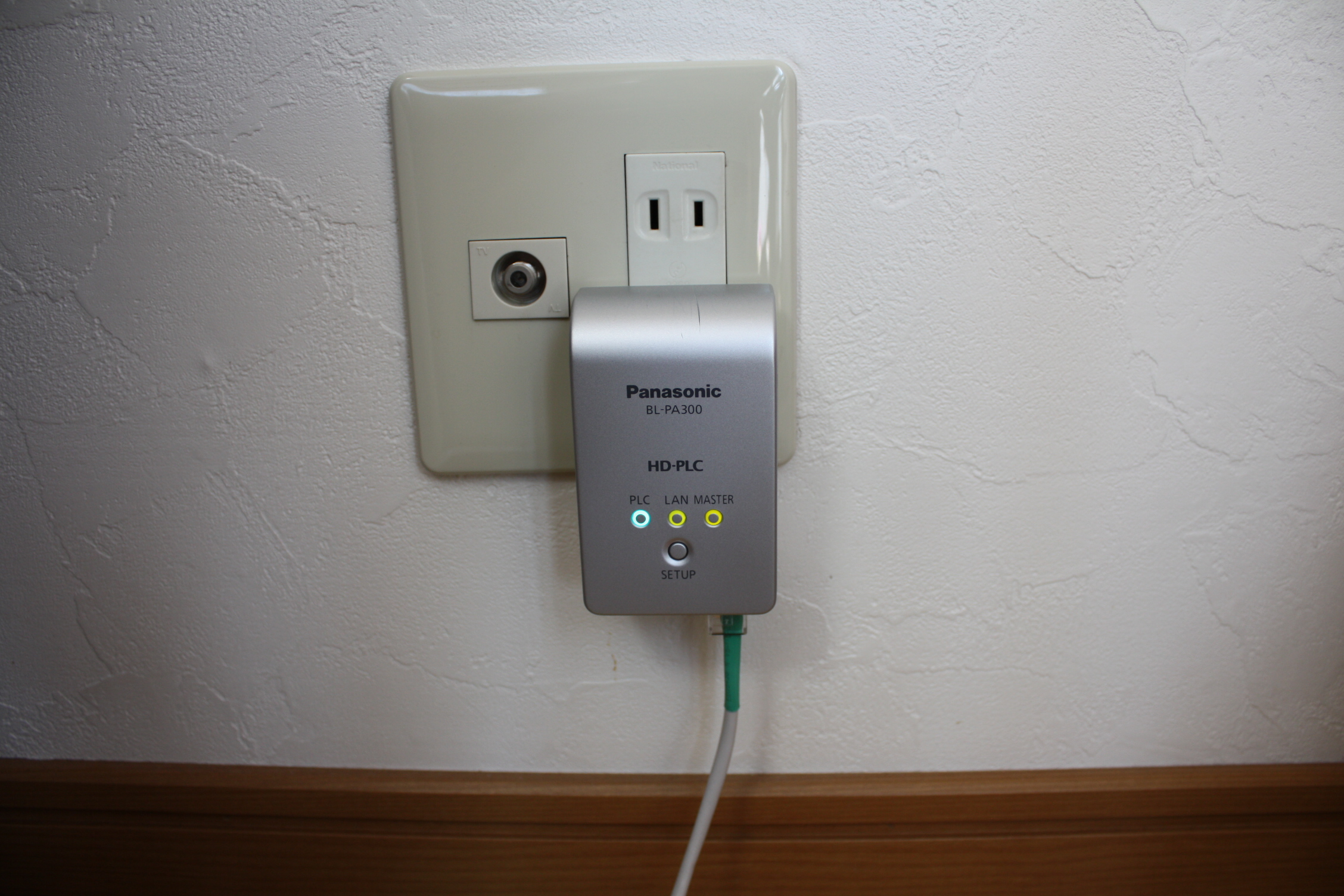
電力線を通信回線としても利用する技術、PLC

家屋内に設けられた100Vコンセントは分電盤内でL1相とL2相に振り分けられるが、それらは互いに逆相であるため相間を跨ぐコンセントを用いてのPLCアダプタ利用は通信確立しにくいとされる。PLCアダプタ利用にあたっては、利用予定のコンセントが同じ負荷相に属するか事前に分電盤の構成を確認することが望ましい。家庭用分電盤で安全ブレーカーが上下2段に並んでいるものでは、200V回路を除き上段が第1相、下段が第2相となっている。